# Festival scacchistico internazionale di Padova
Il Festival scacchistico internazionale di Padova è stato un prestigioso torneo scacchistico che veniva organizzato annualmente a Padova dal Club Italiano di Scacchi "Guido Cortuso" e che veniva disputato solitamente nelle ultime due settimane di dicembre, per una durata di 9 turni di gioco in 9 giorni ed è diviso in tre tornei; Torneo magistrale A da 9 turni (per chi ha un Elo superiore a 1800) e due tornei Week-end B e C da 6 turni.

È stato considerato uno degli open italiani di più alto livello per la qualità di partecipanti e per i premi in palio..
Nel 2015 il montepremi è stato di 12.000 euro dei quali 1.500 sono andati al vincitore del Torneo A, i giocatori partecipanti sono stati 157.

## Storia
Il Festival nacque nel 1998 per iniziativa del Club Italiano di Scacchi "Guido Cortuso" di Padova.
Le ultime edizioni si sono svolte presso la ex Fornace Carotta sita in Via Siracusa, 61 a Padova. 
A partire dal 2016 il torneo non si è più disputato.

## Albo d'oro
La seguente tabella riporta i vincitori del torneo principale.
| Ed. | Anno | Vincitore/i (e nazionalità) |
| --- | ---- | --------------------------- |
| 1   | 1998 | Igor Khenkin                |
| 2   | 1999 | Lexy Ortega                 |
| 3   | 2000 | Gennadij Timoscenko         |
| 4   | 2001 | Erald Dervishi              |
| 5   | 2002 | Milan Mrdja                 |
| 6   | 2003 | Erald Dervishi              |
| 7   | 2004 | Roland Salvador             |
| 8   | 2005 | Erald Dervishi              |
| 9   | 2006 | Erald Dervishi              |
| 10  | 2007 | Gojko Laketic               |
| 11  | 2008 | Milan Mrdja                 |
| 12  | 2009 | Ivan Zaja                   |
| 13  | 2010 | Daniele Genocchio           |
| 14  | 2011 | Vladimir Epishin            |
| 15  | 2012 | Vladimir Burmakin           |
| 16  | 2013 | Kiril Georgiev              |
| 17  | 2014 | Yuri Vovk                   |
| 18  | 2015 | Andrey Zhigalko             |

## Plurivincitori
- 4 titoli:  Erald Dervishi
- 2 titoli:  Milan Mrdja